# Back Home
Back Home is een hit van de Haagse rockband Golden Earring, afkomstig van het album "Golden Earring" (ook bekend als "Wall of dolls") uit 1970. In juli dat jaar werd het nummer op single uitgebracht.

## Achtergrond
Back Home markeert de voornaamste muzikale kentering in de ontwikkeling van Golden Earring. Na de keurige beatmuziek en de sferische psychedelica van 1969, sloeg de harde rockriff van Back Home in als een bom. Op de allereerste editie van Pinkpop, Pinkpop 1970 in Geleen, speelden ze de single voor het eerst live voor publiek. Diezelfde nazomer stond de plaat vijf weken op nummer één in zowel de Nederlandse Top 40 op Radio Veronica als de destijds nieuwe publieke hitlijst op Hilversum 3; de  Hilversum 3 Top 30, een record voor de groep. In totaal verbleef Back Home respectievelijk 20 en 19 weken in de hitparade. 
Op Huilen is voor jou te laat van Corry en de Rekels na is Back Home in de Nederlandse Top 40 de grootste hit van het jaar 1970; in het Top 100 Jaaroverzicht van de Hilversum 3 Top 30 was het zelfs de grootste hit van 1970.
Plotsklaps werd Golden Earring veruit de populairste band van Nederland. Back Home is afkomstig van de lp Wall of dolls. De opvolger van Back home, Holy holy life, is een nummer in dezelfde sfeer.
In de sinds december 1999 jaarlijks uitgezonden NPO Radio 2 Top 2000 van de Nederlandse publieke radiozender NPO Radio 2, staat de plaat onafgebroken genoteerd met als hoogste notering een 476e positie in 2000.

## Hitnoteringen

### Nederlandse Top 40
| Hitnotering: 18-07-1970 t/m 28-11-1970 | Hitnotering: 18-07-1970 t/m 28-11-1970 | Hitnotering: 18-07-1970 t/m 28-11-1970 | Hitnotering: 18-07-1970 t/m 28-11-1970 | Hitnotering: 18-07-1970 t/m 28-11-1970 | Hitnotering: 18-07-1970 t/m 28-11-1970 | Hitnotering: 18-07-1970 t/m 28-11-1970 | Hitnotering: 18-07-1970 t/m 28-11-1970 | Hitnotering: 18-07-1970 t/m 28-11-1970 | Hitnotering: 18-07-1970 t/m 28-11-1970 | Hitnotering: 18-07-1970 t/m 28-11-1970 | Hitnotering: 18-07-1970 t/m 28-11-1970 | Hitnotering: 18-07-1970 t/m 28-11-1970 | Hitnotering: 18-07-1970 t/m 28-11-1970 | Hitnotering: 18-07-1970 t/m 28-11-1970 | Hitnotering: 18-07-1970 t/m 28-11-1970 | Hitnotering: 18-07-1970 t/m 28-11-1970 | Hitnotering: 18-07-1970 t/m 28-11-1970 | Hitnotering: 18-07-1970 t/m 28-11-1970 | Hitnotering: 18-07-1970 t/m 28-11-1970 | Hitnotering: 18-07-1970 t/m 28-11-1970 | Hitnotering: 18-07-1970 t/m 28-11-1970 |
| Week                                   | 1                                      | 2                                      | 3                                      | 4                                      | 5                                      | 6                                      | 7                                      | 8                                      | 9                                      | 10                                     | 11                                     | 12                                     | 13                                     | 14                                     | 15                                     | 16                                     | 17                                     | 18                                     | 19                                     | 20                                     |                                        |
| -------------------------------------- | -------------------------------------- | -------------------------------------- | -------------------------------------- | -------------------------------------- | -------------------------------------- | -------------------------------------- | -------------------------------------- | -------------------------------------- | -------------------------------------- | -------------------------------------- | -------------------------------------- | -------------------------------------- | -------------------------------------- | -------------------------------------- | -------------------------------------- | -------------------------------------- | -------------------------------------- | -------------------------------------- | -------------------------------------- | -------------------------------------- | -------------------------------------- |
| Positie                                | 18                                     | 5                                      | 3                                      | 2                                      | 2                                      | 1                                      | 1                                      | 1                                      | 1                                      | 1                                      | 2                                      | 2                                      | 2                                      | 4                                      | 7                                      | 9                                      | 14                                     | 22                                     | 25                                     | 37                                     | uit                                    |

### Hilversum 3 Top 30
| Hitnotering: 18-07-1970 t/m 21-11-1970 | Hitnotering: 18-07-1970 t/m 21-11-1970 | Hitnotering: 18-07-1970 t/m 21-11-1970 | Hitnotering: 18-07-1970 t/m 21-11-1970 | Hitnotering: 18-07-1970 t/m 21-11-1970 | Hitnotering: 18-07-1970 t/m 21-11-1970 | Hitnotering: 18-07-1970 t/m 21-11-1970 | Hitnotering: 18-07-1970 t/m 21-11-1970 | Hitnotering: 18-07-1970 t/m 21-11-1970 | Hitnotering: 18-07-1970 t/m 21-11-1970 | Hitnotering: 18-07-1970 t/m 21-11-1970 | Hitnotering: 18-07-1970 t/m 21-11-1970 | Hitnotering: 18-07-1970 t/m 21-11-1970 | Hitnotering: 18-07-1970 t/m 21-11-1970 | Hitnotering: 18-07-1970 t/m 21-11-1970 | Hitnotering: 18-07-1970 t/m 21-11-1970 | Hitnotering: 18-07-1970 t/m 21-11-1970 | Hitnotering: 18-07-1970 t/m 21-11-1970 | Hitnotering: 18-07-1970 t/m 21-11-1970 | Hitnotering: 18-07-1970 t/m 21-11-1970 | Hitnotering: 18-07-1970 t/m 21-11-1970 |
| Week                                   | 1                                      | 2                                      | 3                                      | 4                                      | 5                                      | 6                                      | 7                                      | 8                                      | 9                                      | 10                                     | 11                                     | 12                                     | 13                                     | 14                                     | 15                                     | 16                                     | 17                                     | 18                                     | 19                                     |                                        |
| -------------------------------------- | -------------------------------------- | -------------------------------------- | -------------------------------------- | -------------------------------------- | -------------------------------------- | -------------------------------------- | -------------------------------------- | -------------------------------------- | -------------------------------------- | -------------------------------------- | -------------------------------------- | -------------------------------------- | -------------------------------------- | -------------------------------------- | -------------------------------------- | -------------------------------------- | -------------------------------------- | -------------------------------------- | -------------------------------------- | -------------------------------------- |
| Positie                                | 23                                     | 10                                     | 5                                      | 2                                      | 1                                      | 1                                      | 1                                      | 1                                      | 1                                      | 2                                      | 2                                      | 2                                      | 2                                      | 4                                      | 8                                      | 11                                     | 11                                     | 16                                     | 26                                     | uit                                    |

### NPO Radio 2 Top 2000
| Nummer met noteringen in de NPO Radio 2 Top 2000 | '99 | '00 | '01 | '02 | '03 | '04 | '05 | '06 | '07 | '08 | '09 | '10 | '11  | '12 | '13 | '14  | '15  | '16  | '17  | '18  | '19  | '20  | '21 | '22  | '23  | '24  |
| ------------------------------------------------ | --- | --- | --- | --- | --- | --- | --- | --- | --- | --- | --- | --- | ---- | --- | --- | ---- | ---- | ---- | ---- | ---- | ---- | ---- | --- | ---- | ---- | ---- |
| Back Home                                        | 610 | 476 | 585 | 868 | 604 | 766 | 564 | 627 | 845 | 655 | 810 | 719 | 1011 | 734 | 995 | 1140 | 1302 | 1235 | 1291 | 1550 | 1318 | 1432 | 694 | 1281 | 1257 | 1469 |

1. ↑  Een vetgedrukt getal geeft de hoogste notering aan.

Discografie